# 3-as busz (Kaposvár)
A kaposvári 3-as busz a Helyi autóbusz-állomás és az Egyenesi út között közlekedett. A buszvonalat a Kaposvári Közlekedési Zrt. üzemeltette.

## Története
Évtizedeken át közlekedett, egészen átszámozásáig. Utolsó üzemnapja 2021. február 28-án volt, márciustól 31-es jelzéssel közlekedik.

## Útvonala
A táblázatban az autóbusz-állomásról induló irány látható.
| Útvonal                   |
| ------------------------- |
| Helyi autóbusz-állomás    |
| Berzsenyi utcai felüljáró |
| Cseri út                  |
| Kecelhegy                 |
| Egyenesi út               |

## Megállóhelyek
A táblázatban a megállók az állomásról induló irány szerint vannak felsorolva.
| Megálló                   | Össz. km (oda) | Össz. idő (oda) | Össz. km (vissza) | Össz. idő (vissza) | Átszállási lehetőség                                                    | A közelben található |
| ------------------------- | -------------- | --------------- | ----------------- | ------------------ | ----------------------------------------------------------------------- | --- |
| Helyi autóbusz-állomás    | 0              | 0               | 4,4               | 13                 | 1, 4, 5, 6, 7, 8, 8B, 8E, 8Y, 9, 10, 11, 12, 13, 14, 15, 18, 31, 81, 91 | Polgármesteri Hivatal, Járási Hivatal, Szivárvány Kultúrpalota, Corso Bevásárlóközpont, Retro Club, Somogy Áruház, Rippl-Rónai Múzeum, Somogy Megyei Levéltár, Somogy Megyei Önkormányzat, Távolsági autóbusz-állomás, Rendelőintézet, Szarvas Üzletház, Vasútállomás                                                                              |
| Berzsenyi utcai felüljáró | 0,6            | 2               | 3,7               | 11                 | 1, 4, 5, 11, 11Y, 13, 14, 15, 31 Corso Bevásárlóközpont: 12             | Polgármesteri Hivatal, Járási Hivatal, Kapos Hotel, Nagyboldogasszony-székesegyház, Nagyboldogasszony Római Katolikus Gimnázium, Püspöki Palota, Somogyi Hírlap szerkesztősége, Széchenyi István Kereskedelmi és Vendéglátóipari Szakképző Iskola, Somogyi Sportmúzeum, Munkaügyi Központ ügyfélszolgálata, Corso Bevásárlóközpont, Kaposvár Plaza |
| Tompa Mihály utca         | 1,4            | 5               | 2,6               | 8                  | 13, 31                                                                  | MÉH, MSZOSZ |
| Kölcsey utca              | 1,8            | 6               | 2,3               | 7                  | 13, 31                                                                  | Építőipari, Faipari Szakképző Iskola és Kollégium; Bene Ferenc Labdarúgó Akadémia; Focipálya |
| Állatkórház               | 2              | 7               | 2                 | 6                  | 13, 31                                                                  | Állatkórház, Cseri park, Cser Vendéglő, Liget Időskorúak Otthona |
| Eger utca                 | 2,6            | 8               | 1,6               | 5                  | 13, 31                                                                  | |
| Kapoli Antal utca         | 3              | 9               | 1,1               | 4                  |                                                                         | |
| Egyenesi út 42.           | 3,3            | 10              | 0,8               | 3                  |                                                                         | |
| Beszédes József utca      | 3,7            | 11              | 0,4               | 2                  |                                                                         | Víztorony |
| Egyenesi úti forduló      | 4              | 13              | 0                 | 0                  |                                                                         | Uránia lakótelep, Uránia csillagvizsgáló |

## Járművek
A vonalon a leggyakrabban MAN A21 Lion's City CNG autóbuszok közlekedtek, de csúcsidőben MAN A40 Lion's City CNG típusú csuklós buszok is előfordultak.

## Menetrend
- Aktuális menetrend Archiválva 2013. november 14-i dátummal a Wayback Machine-ben
- Útvonaltervező[halott link]